# Paris Musées
Paris Musées (česky Pařížská muzea) je příspěvková organizace zřízená městem Paříží od 1. ledna 2013. Jejím úkolem je spravovat všechna městská muzea. Sídlí v 10. obvodu na adrese Rue des Petites-Écuries č. 10.

## Historie
Před 1. lednem 2013 byla městská muzea řízena přímo městem Paříží. Paris Musées vznikla jako asociace některých muzeí v roce 1985 se sídlem v ulici Rue Notre-Dame-des-Victoires č. 28 ve 2. obvodu.
Od 1. ledna 2013 je všech 15 městských muzeí spravováno Paris Musées, která byla vytvořena jako městská příspěvková organizace.

## Úkoly
Hlavním úkolem Paris Musées je správa muzeí, kterým poskytuje zázemí pro jejich vědeckou a kulturní činnost, především co se týče pořádání výstav a vydávání publikací. Dále se má podílet na zpřístupňování sbírek, jejich digitalizaci, podpoře výzkumu, plánování akcí apod.

## Vedení
O zřízení Paris Musées rozhodla Pařížská rada 20. června 2012 a první správní rada byla zvolena 12. července 2012. Jejím předsedou se stala Anne Hidalgo, první místostarostka, místopředsedou Danièle Pourtaud, místostarostka pověřená kulturním dědictvím. Správní radu tvoří devět členů městské rady a dále čtyři odborníci z oblasti umění. Ředitelkou se stala Delphine Levy.

## Přehled muzeí
| Muzeum                                                       | Místo                        | Zaměření                                |
| ------------------------------------------------------------ | ---------------------------- | --------------------------------------- |
| Musée d'art moderne de la Ville de Paris                     | 16. obvod (Palais de Tokyo)  | moderní umění                           |
| Maison de Balzac                                             | 16. obvod (Passy)            | život Honoré de Balzaca                 |
| Musée Bourdelle                                              | 15. obvod                    | dílo Antoina Bourdella                  |
| Musée Carnavalet                                             | 3. obvod (Marais)            | dějiny Paříže                           |
| Katakomby                                                    | 14. obvod                    | archeologie                             |
| Crypte archéologique du parvis Notre-Dame                    | 4. obvod (Île de la Cité)    | archeologie                             |
| Musée Cernuschi                                              | 8. obvod                     | asijské umění                           |
| Musée Cognacq-Jay                                            | 3. obvod (Hôtel de Donon)    | umění 18. století                       |
| Musée Galliera                                               | 16. obvod (Palais Galliera)  | dějiny módy                             |
| Musée du Général-Leclerc-de-Hauteclocque – musée Jean Moulin | 15. obvod (Montparnasse)     | francouzský odboj a druhá světová válka |
| Petit Palais                                                 | 8. obvod                     | galerie umění                           |
| Pavillon des Arts                                            | 1. obvod (Forum des Halles)  | uzavřeno 2006                           |
| Musée de la sculpture en plein air                           | 5. obvod (Jardin Tino-Rossi) | soudobé sochařství                      |
| Musée de la Vie romantique                                   | 9. obvod                     | malířství a dílo George Sandové         |
| Maison de Victor Hugo                                        | 4. obvod (place des Vosges)  | život Victora Huga                      |
| Musée Zadkine                                                | 6. obvod                     | dílo Ossipa Zadkina                     |